# Subway
Subway IP Inc. (numera Subway Inc.) är en amerikansk snabbmatskedja med restauranger över hela världen. Främst serveras smörgåsar med olika tillbehör, separat eller i ett "meal", med dricka samt chips, kaka eller äpple till. Smörgåsarna komponeras efter färdiga förslag eller egna önskemål från ett urval av fisk, grönsaker, kött och ost. Som kund kan du också välja på olika sorters bröd; Sesam, ljust, ost och oregano, fullkorn med honey oat eller fullkorn. Under år 2011 gick Subway om McDonald's i antalet restauranger och blev världens största restaurangkedja.
Subway etablerades för första gången i Sverige 1999 med en restaurang på Norrlandsgatan i Stockholm. I september 2003 gick den svenska franchisetagaren bakom Subway i konkurs. Idag finns det 162 restauranger i Sverige. Den första Subway i Finland öppnades 2000 på Annegatan i Helsingfors.
Den 22 augusti 2023 meddelade riskkapitalbolaget Roark Capital Group att man hade kommit överens om att köpa Subway för nio miljarder amerikanska dollar. I maj 2024 slutfördes affären och prislappen landade på 9,55 miljarder dollar.